# Георги Георгиев (футболист, р. 1963)
Вижте пояснителната страница за други личности с името Георги Георгиев.
Георги Костадинов Георгиев (познат с прозвището Гецата) е български футболист, национален състезател, полузащитник, след края на кариерата си става футболен функционер. Георгиев е познат като един от футболистите с висока техника.
Участник на СП-1994, но така и не влиза в игра.
След спортната си кариера, става президент на Марица Пловдив и спортен директор на ЦСКА София.

## Статистика по сезони
- 1980-1981	Марица (Пловдив)	? (?)
- 1981-1982	Марица (Пловдив)	? (?)
- 1982-1983	Марица (Пловдив)	? (?)
- 1983-1984	Марица (Пловдив)	? (?)
- 1984-1985	Тракия (Пловдив)	? (?)
- 1985-1986	Тракия (Пловдив)	? (?)
- 1986-1987	Тракия (Пловдив)	29 (3)
- 1987-1988	Тракия (Пловдив)	29 (8)
- 1988-1989	ЦСКА (София) 24 (4)
- 1989-1990	ЦСКА (София) 26 (5)
- 1990-1991	ЦСКА (София) 22 (6)
- 1991-1992	ФК Мюлуз 32 (8)
- 1992-1993	ФК Мюлуз 17 (2)
- 1993-1994	ФК Мюлуз 35 (7)
- 1994-1995	ФК Мюлуз 34 (5)
- 1995-06.1996 ФК Мюлуз 6 (1)
- 07.1996-1996 ЦСКА (София) 18 (6)
- 1996-1997 Марица (Пловдив) 	19 (2)

За националния отбор на България има 11 мача и 0 гола.